# 中華民國政府遷台
中華民國政府遷台，亦稱國府遷台、大撤退，是指1949年至1950年即第二次國共內戰末期，中國國民黨及其領導下的中華民國政府從中國大陸撤退到臺灣。除了中華民國國軍的主力部隊之外，还有許多平民也跟隨國軍離開中國大陸，大部分部隊从华南撤退到台湾，包括在中华人民共和国成立四个月之後才离开在中国大陆最後驻扎地四川省的中华民国国军；這些跟隨中華民國政府撤退至臺灣的中國大陸移民，形成了今日臺灣五大族群中的外省人。
中華民國政府遷台在中華民國歷史以及現代臺灣歷史上均是重大事件，直接造成臺海現狀的形成。以時任中國國民黨總裁蔣中正為首的中華民國政府、國軍及國民黨原计划藉由暫時撤退至臺灣，重新集结及巩固軍隊，準備反攻大陸以取回中國大陸的統治權，此为中华民国政府在台湾的国家优先事项。随着反攻大陸的计划变得明显不可能实现，中华民国的国家焦点转移至到台湾本土的现代化和经济发展上。1996年，經全民直選的李登輝政府上台後，主張中华民国主权与治权僅及於臺澎金馬。在2004年以後，中華民國政府不再發行疆域包含中國大陸的「中華民國全圖」，改為發行涵蓋範圍僅台澎金馬的「台灣全圖」。不過，依據1991年制定的中華民國憲法增修條文及1992年制定的兩岸人民關係條例，中國大陸仍為中華民國法理上的領土。

## 背景

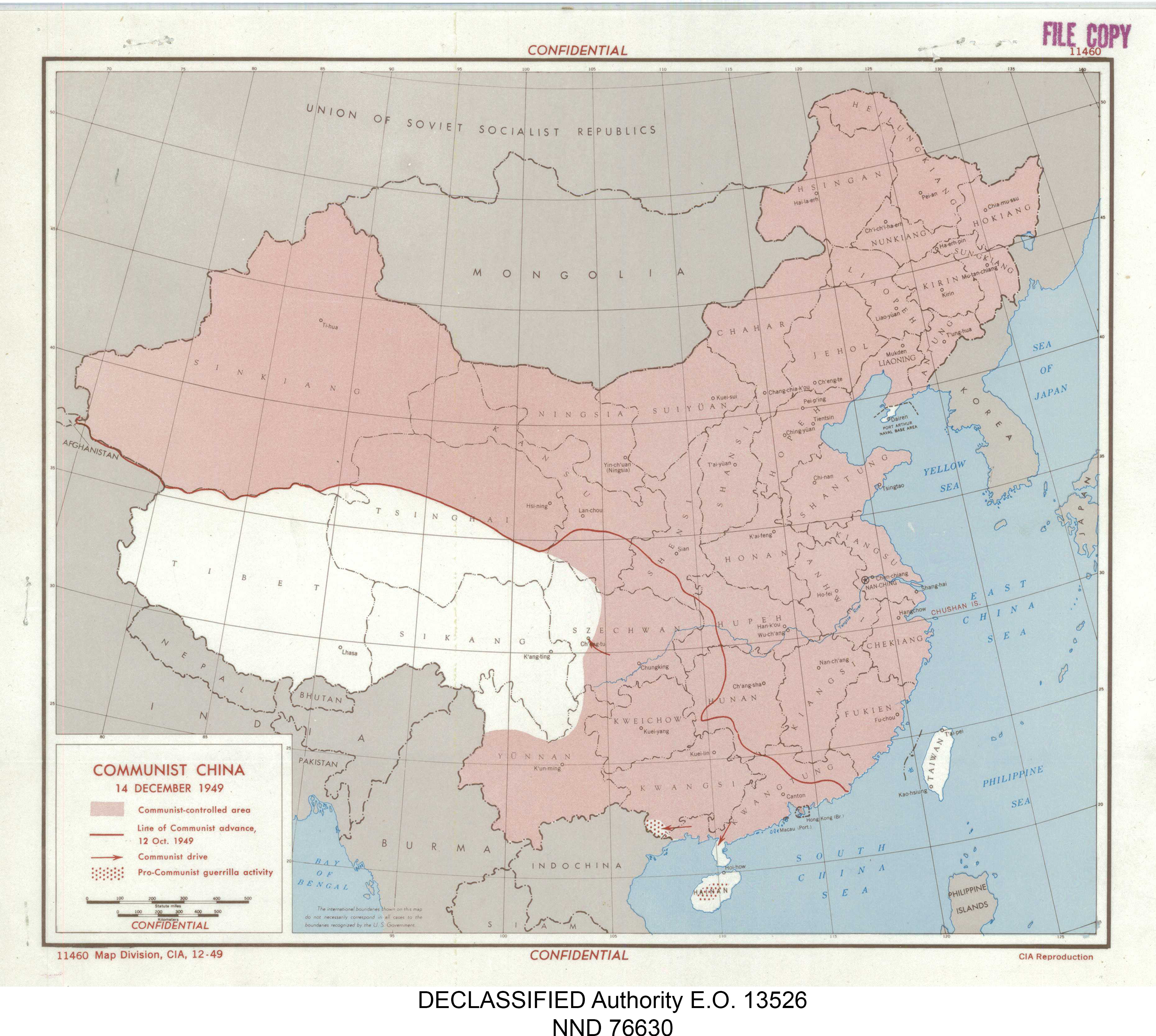
1949年12月的一份中情局地图显示，除海南岛和事实上独立的西藏附近区域以外，当时中共已经控制了中国大陆绝大部分地区。

1945年二戰結束后，國民政府主席兼國民政府軍事委員會委員長蒋中正领导的中華民國國軍与毛泽东领导的中国人民解放军内战。双方都试图控制和统一中国。蒋中正依赖美國以及城市的中上層菁英，毛泽东则依赖苏联和农村的基層人口。中國國民黨及中国共产党两党之间的血腥冲突始于國民革命軍北伐（1926－1928年），并持续到抗日战争时期（1932－1945年）。毛泽东和蒋中正都认为有必要消灭军阀，但理由不同：对毛泽东来说，消灭军阀将结束中国的封建制度，使得国家得以迈向社会主义乃至共产主义；对蒋中正来说，军阀是中央政府的巨大威胁。毛泽东的共产党军队动员中国农村的农民对抗日本人，在1945年日本投降时，中共已经建立了一支近百万士兵的军队。中共在意识形态上的统一，以及在抗日战争中取得的经验，为下一场與国民党的战斗做好了准备。
虽然國軍装备精良，但補給不穩，且缺乏有效领导、政治团结和经验。1949年1月，蒋中正卸任總統，由副总统李宗仁代理。李宗仁與中共談判，但中華民國政府無法接受中共等同逼降的要求。1949年4月中旬，李宗仁寻求进一步拖延时间未成，随后解放军渡过长江。
民國38年12月7日（1949年12月7日）《總統令》：

政府遷設台北並在西昌設大本營統率陸海空軍在大陸指揮作戰。此令。

代　總　統  李宗仁

行政院院長  閻錫山

12月7日，中華民國政府最終宣佈政府遷設臺北市。

## 安置有关人员

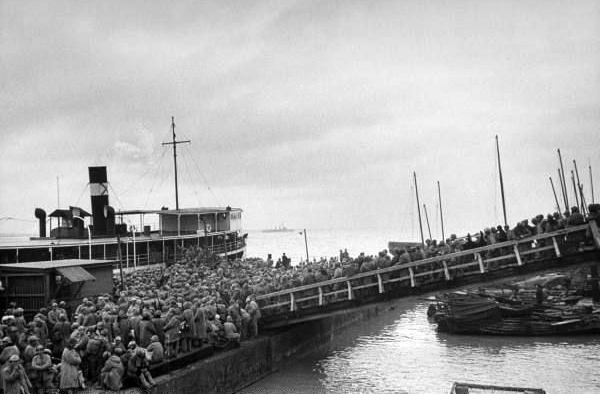
1949年，国军在吴淞上船撤往台湾。

在1948年8月开始的4个月中，中华民国政府将中华民国空军迁至台湾，據信带走了300多架飞机和65艘艦艇(據1950年國軍進行總清查後之結果) 。陳錦昌在他的书中写道，在1948年8月至1949年12月期间，平均每天有五六十架飞机在台湾和中国大陆之间飞行，运输燃料和弹药。蒋中正还将中華民國海军的26艘海军舰艇派往臺湾。共产党对国军的最后一次进攻始于1949年4月20日，一直持续到夏末。到了8月，中国人民解放军几乎控制了中国大陆的所有地区；国軍能控制的地區只剩下台澎金馬、广东一隅、海南島、西南的深山密林以及偏远的大西北地区。中央研究院历史语言研究所所长傅斯年带头说服学者带着书籍和文献轉進台湾。

## 搬運大陸物資
1948年，國民政府开始策划中央政府及國軍撤退台湾，並於中國各地搶運國庫黄金及文物。一些学者表示，转移黄金和宝藏是抵禦日本侵略占领的保护措施一部分，类似于二戰期间欧洲各国政府将黄金转移到其他地方的做法。自大陆分三批运出的黄金(数量因来源不同而异)，估计約277.5万市两(約300萬兩左右)（约113.6－115.2吨；一两为37.2克），銀元約1,520萬元。(據稱，上海易手後，中央銀行只剩黃金6,180兩，銀元1,546,643枚。)國民政府抢运黄金6个月后，新台幣发行，以1：40,000的比率取代舊臺幣。据信，其中80万两黄金被用来稳定自1945年以来一直遭受恶性通胀的经济。
除了黄金，中華民國政府也带走文物，现保存在台北國立故宮博物院。台北國立故宫博物院称，在1948年中国内战期间，朱家骅、王世杰、傅斯年等董事聚在一起，讨论将名作运往台湾來保护文物安全的事宜。最著名的三件来台文物即故宮三寶（肉形石、翠玉白菜和毛公鼎）。对于台北國立故宮博物院的珍品，人们有不同的看法。在中国大陆，有些人认为蔣中正掠夺文物，但也有人反而认为此舉是對文物的保護，因為中國大陸二十年後爆發文化大革命，期間的破四旧运动大規模打砸搶燒文物古蹟；有人则认为台湾仍然是中国主权领土的一部分，搬遷也只是轉移至於中國境內不同地點，不成问题。

## 军事行动
中華民國空军试图从台湾轰炸大陆城市上海和南京，但没有成功。國軍的地面部队打算返回大陆，也没有成功。截至1949年底，毛泽东的共军部队已控制除了海南岛、西藏和台湾以外的全中国。内战大規模影响中国人民。历史学家乔纳森·芬比提出，“恶性通胀破坏了人们的日常生活，摧毁数千万人的生活。此外還有税收基础薄弱、军费开支增加和普遍存在的腐败现象等問題。”

### 重夺中国大陆的计划
最初，中华民国政府计划从中华人民共和国手中夺回大陆，撤退到台湾后，开始制定反攻大陆的计划。蒋中正构想了一个绝密计划，称为國光計畫，以实现这一目标。蒋中正计划的进攻包括26次行动，其中包括陆地进攻和敌后的特别行动。他要求蒋经国起草一份空袭福建省和广东省的计划，许多中华民国国军士兵和大部分台湾人都来自这两个省。如果这计划付诸实施，将會是史上最大的海上进攻，但最终计划因为美国反对及其他因素告终。

## 國民黨改組
1949年末，在几乎被中共摧毁之後，迁移到台湾的蔣中正开始改造国民党。从1950年8月到1952年10月，举行了超过400个工作会议讨论如何建立一个新的政党和执行中央政府的政策，几乎每周举行4次。1950年8月5日，蒋中正建立中国国民党中央改造委员会作为党的核心领导，负责规划和行动。中央改造委员会的成员較年轻，平均年龄为47岁，都有大学的學士学位。改造委员会所有成员都宣誓要实现党的最终目标，即铲除共产党，收复中国大陆。改造委员会的六个目标包括：
1. 使国民党成为革命民主党
2. 招募农民、工人、青年、知识分子和资本家
3. 坚持民主集权制
4. 建立小组作为基本组织单位
5. 保持高标准的领导，服从党的决定
6. 以孙中山先生的三民主义为国民党的思想体系

蒋中正组织了一个有凝聚力、忠诚的国民党，希望将其影响力深入台湾社会，以扩大其社会基础。国民党从不同的社会经济群体中挑选新成员。各个党支部的党员，特别是学生和教师，被命令招收新党员。新党员必须对国民党表示忠诚，了解国民党所代表的东西，遵守党的原则，为国民党服务。作为回报，改造委员会承诺关注社会需求，这有助於中央改革委员会明确政治目的。党的政策还有针对性地改善老百姓的生活条件。建立由社会地位相似的人组成的新党支部，以改善与工人、商业领袖、农民和知识分子关系。
随着新的党支部推动各个群体的发展，国民党慢慢地将其控制和影响力扩展到台湾的村庄。到1952年10月，国民党成员达到近28.2万人，而撤往台湾的成员只有5万人。更重要的是，超过一半的党员是臺灣本省人。到20世纪60年代末，这个数字已经上升到将近100万。改造委员会责成旗下的工作组负责执行党的政策，並告知成员如何行事。他们阻止了共产党的渗透，并在调查了他们的背景後招募了新的党员，以便定期开会讨论党的战略。因此，新政党的行为与1949年以前大不相同，其工作团队承担了新的管理和培训责任。根据国民党的新规定，所有党员必须加入一个小组并参加会议，以便党的领导能够发现谁是忠诚和积极的。据报道，1951年夏，中國國民黨臺灣省黨部至少有三万个小组，每个小组至少有九名成员，分别在国家机关、台湾地区和职业部门工作。

## 地方政治改革
国民党的重要策略是推行有限的地方政治改革，以加强党在台湾人民心中的权威。为了使中华民国成为全中国的中央政府合法化，台湾的中华民国政府需要全中国的民选代表。一九四七年，包含兩岸及海外的中国人與華僑在南京選舉數千人擔任国民大会代表、立法委員、监察委員。在来到台湾之后，这些代表被允许在大陆举行下一次中华民国全国选举之前保留他们的席位，以保留中华民国对全中國的法統。
在这种新的政治环境下，改革后的国民党和中华民国政府能够提出他们的新权力。蒋介石相信，在这种威权政体中，地方选举可以促进台湾最终的民主。人们不相信国民党不会不干预这样的选举；然而，由于一年内举行了这么多次地方选举，许多选民都相信国民党希望推进政治多元化。党的领导人试图扩大他们的影响力，但只是慢慢地允许反对党的政治家竞争，通过给选民上政治课来教导民主应该如何运作。
1951年1月，举行了第一次县市议会选举。在四月份，县和市政府的其他选举也接踵而至。十二月，台湾临时省议会成立。其成员由县和市议会任命。国民党透过军事管制和控制地方选举制度赢得大部分地方选举，但声称已经举行了自由选举。蒋介石认为已经有了足够的自由。因此，党的领导人继续强调戒严仍是必要的。

## 中华民国政府主張領有台湾之合法性争议
有些人对于国民政府接管台湾的合法性存有反对意见。中華人民共和國政府至今仍坚持认为，台湾是一个叛离的省份，最终必须回归大陆统治。根据1957年西密西根大學政治系教授Claude S. Phillips发表的一篇关於台湾法律地位的文章中指出，“蒋中正对台湾没有主权，因为他‘仅仅是一个在台灣派驻军队的逃亡者’，而他的政府是一个流亡政府。”

## 外部連結
- 財團法人沈春池文教基金會：遷臺歷史記憶庫